# 岡垣町コミュニティバス
岡垣町コミュニティバス（おかがきまちコミュニティバス）は、福岡県遠賀郡岡垣町にて運行しているコミュニティバスである。「ふれあい」の愛称が付けられている。2005年4月1日運行開始。それまでは西日本鉄道（西鉄）の分離子会社である西鉄バス宗像が岡垣町内で路線バスを運行していたが、町内の一部路線の廃止が決定したため代替交通としてコミュニティバスが運行されることとなった。3路線が設定され、運行は西部遠賀交通に委託されている。

## 沿革
- 2005年4月1日 - 運行開始[1]。
  - 糠塚・元松原循環線、戸切・上畑循環線、高陽団地循環線の3路線。
  - 糠塚・元松原循環線、戸切・上畑循環線が西鉄バス宗像、高陽団地循環線が遠賀タクシーの担当（その後、西部遠賀交通に変更）。
  - 運賃は後払い方式、小学生以上100円均一、未就学児は保護者1人につき2人まで無料。
  - 定期券は戸切・上畑循環線を利用する小学生の遠距離通学者向けのみ発売。
  - 西鉄バス宗像は三菱ふそう・ローザを使用、西鉄バスのバスカードを取扱い。遠賀タクシーはトヨタ・ハイエースのジャンボタクシーを使用、専用回数券（11枚綴り1,000円）を発売。
- 2007年10月23日 - ダイヤ改正。イオン岡垣ショッピングセンターの開店により、糠塚・元松原循環線に「イオン岡垣ショッピングセンター」バス停新設[2]。
- 2008年4月28日 - ダイヤ改正。戸切・上畑循環線に「小峠」、高陽団地循環線に「百合ヶ丘」バス停新設。[3]
- 2010年4月1日 - 路線・ダイヤ変更[4]。
  - 戸切・上畑循環線を系統分割、戸切循環線と上畑・上高倉循環線に。上畑・上高倉循環線は高陽団地循環線と同じジャンボタクシー車両で運行される。
  - 高陽団地循環線を千代丸口まで延長（西鉄バス海老津駅 - 遠賀川駅間廃止の代替）。上畑・上高倉循環線を除き、おんが病院への乗り入れ開始。
  - 回数券（11枚綴り1,000円）が全線で使用可能に。西鉄バスのバスカードは取扱い廃止。
  - 西鉄バス宗像担当車両を日野・ポンチョに置き換え。
- 2012年3月17日 - ダイヤ改正[5]。
- 2012年4月1日 - 運賃改定など[5]。
  - 大人運賃を値上げし小学生・障害者運賃を設定。大人（中学生以上）150円、小学生・障害者80円均一となる。
  - 回数券価格を大人用2,000円（150円券14枚・50円券2枚）、小学生・割引対象者用1,000円（80円券13枚・30円券2枚）に改定。
  - 全利用者向けの通勤・通学定期券を発売開始。
- 2014年3月15日 - ダイヤ改正[6]。
- 2018年10月1日 - ダイヤ改正[7]
  - 波津線、松ヶ台循環線を運行開始（西鉄バス路線の一部便を代替）。
  - 上畑・上高倉循環線を廃止。
  - 戸切循環線を廃止し海老津駅南口・龍王団地線を新設。戸切地区は朝夕のみの運行（他路線の戸切経由）となる。
  - 運賃を160円均一に値上げ。
  - 乗り継ぎ割引を廃止。
  - 西鉄バス宗像が撤退。西部遠賀交通1社による運行となり全便でnimocaが利用不可となる。
- 2019年10月1日 - 消費税率改定に伴う運賃改定。大人（中学生以上）170円、小学生・障害者90円均一となる[8]。
- 2022年9月23日 - ダイヤ改正。
  - 波津線を全便コミュニティバスに転換（西鉄バス宗像が波津線の運行から撤退）。
  - 糠塚元松原循環線と高陽団地循環線を統合し岡垣循環線を新設。
  - 海老津駅南・龍王団地線を廃止し予約制乗合タクシーに転換。

## 運行路線
海老津駅を中心とする3路線。いずれの路線も海老津駅北西の町域中央部の町役場など公共施設の集中する地域を経由する。行先番号が設定されている。

### 波津線
- 【5】海老津駅（北口） - 総合グラウンド前 -  サンリーアイ - 岡垣町役場西 - 中央公民館 - 吉木 - おかがき病院入口 - 内浦 - 波津
- 【6】海老津駅（北口） - 総合グラウンド前 -  サンリーアイ - 岡垣町役場西 - 中央公民館 - 吉木 - おかがき病院入口 - おかがき病院前 - おかがき病院入口 - 内浦 - 波津

町北西部の波津地区と町中心部・海老津駅を結ぶ。2018年10月1日のダイヤ改正で一部の便が西鉄バス宗像からコミュニティバスに移行され、2022年9月23日より全便がコミュニティバスでの運行となった。平日は30～40分間隔、土日祝は毎時1本程度運行される。朝夕の海老津駅行き、夕方以降の波津行きはおかがき病院を経由しない。

### 松ヶ台循環線
- 【8】JR海老津駅 - 総合グランド前 - サンリーアイ - 岡垣町役場西 - 岡垣町役場 - 旭西 - 松ヶ台 - 松ヶ台三丁目 - 松ヶ台 - 旭東 - 茅原 - 海老津 - JR海老津駅

町北部の住宅地の松ヶ台を経由する循環路線。2018年10月1日のダイヤ改正で最終便の1往復のみ西鉄バス宗像からコミュニティバスに移行している（西鉄便は14.5往復運行）。

### 岡垣循環線
- 【10（時計回り） / 20（反時計回り）】中央公民館前 - 下黒山 - 糠塚 - イオン岡垣ショッピングセンター - 山田峠団地 - おんが病院 - 鍋田 - 南高陽第1 - 高陽台北 - 海老津 - 海老津駅（北口） - ゼゼ町公園前 - サンリーアイ - いこいの里 - 中央公民館前
- 【11（時計回り） / 21（反時計回り）】イオン岡垣ショッピングセンター - 山田峠団地 - おんが病院 - 東高陽1丁目 - 百合ヶ丘 - 高陽台北 - 高陽台西 - 海老津駅（北口） - ゼゼ町公園前 - サンリーアイ - いこいの里 - 中央公民館前
- 【12】中央公民館前→下黒山→糠塚→イオン岡垣ショッピングセンター→山田峠団地→おんが病院→鍋田→南高陽第1→高陽台北→海老津→海老津駅（北口） ※平日最終便のみ
- 【13】下黒山→糠塚→山田峠団地→おんが病院→鍋田→山田道→海老津→海老津駅（北口） ※平日朝1便のみ
- 【14】山田峠団地→おんが病院→東高陽1丁目→南高陽第1→高陽台北→海老津駅（北口） ※平日朝2便のみ
- 【15】下黒山→糠塚→鍋田→東高陽1丁目→南高陽第1→高陽台北→海老津駅（北口） ※平日朝1便のみ
- 【16（海老津駅行き） / 22（中央公民館行き）】中央公民館前 - いこいの里 - サンリーアイ - ゼゼ町公園前 - 海老津駅（北口）
- 【23】中央公民館前→いこいの里→サンリーアイ→ゼゼ町公園前→海老津駅（北口）→海老津→山田道→鍋田→おんが病院 ※平日朝1便のみ
- 【24】中央公民館前→いこいの里→サンリーアイ→ゼゼ町公園前→海老津駅（北口）→海老津→山田道→鍋田→おんが病院→山田峠団地→イオン岡垣ショッピングセンター→糠塚→下黒山→中央公民館前 ※日中1便のみ
- 【25】海老津駅（北口）→海老津→高陽台北→南高陽第1→鍋田→おんが病院→山田峠団地→イオン岡垣ショッピングセンター→糠塚→下黒山→中央公民館前 ※日中2便のみ

2022年9月23日改正で糠塚元松原循環線と高陽団地循環線を統合し新設された。日中は中央公民館を起終点とする循環線とイオン岡垣ショッピングセンター発着便が主だが、朝ラッシュ時は経路の異なる系統が複数設定されている。

## 廃止路線

### 糠塚・元松原循環線
主に町北部の三里松原南側（国道495号）の地域を経由する循環路線である。朝夕の一部の便を除き、高陽団地地区も経由する。2022年9月23日改正で岡垣循環線に移行した。
高陽団地経由
海老津駅 - 海老津駅入口 - 総合グランド前 - 雨堤 - サンリーアイ - 公園通り - いこいの里 - 高倉 - 熊野神社前 - 中央公民館前 - 松原口 - 塚原 - 元松原 - 下黒山 - 黒山 - 東黒山 - 糠塚公民館前 - 糠塚 - イオン岡垣ショッピングセンター - 山田 - 山田峠団地 - 山田峠 - 鍋田 - レガネットマルシェ岡垣 - 鍋田溜池 - 古鍋田公園 - 東高陽3丁目 - 東高陽2丁目 - 高陽簡易郵便局前 - 高陽台3丁目 - 百合ヶ丘 - 第一公園前 - 高陽台北 - 高陽台西 - 東部公民館 - 海老津駅
山田道経由
海老津駅 - （この間高陽団地経由と同一経路） - レガネットマルシェ岡垣 - 山田道 - 海老津 - 海老津駅
松ヶ台経由
海老津駅 - 海老津駅入口 - 海老津 - 山田道 - 鍋田 - 山田 - イオン岡垣ショッピングセンター - 糠塚 - 糠塚公民館前 - 東黒山 - 松ヶ台 - 松ヶ台中央
平日9.5往復、土日祝日は時計回り8本・反時計回り6本の運行。高陽団地経由は5往復（土日祝日4.5往復）、松ヶ台発着は平日朝夕のみ1.5往復、平日早朝にいこいの里→雨堤→海老津駅間に1本運行。

### 海老津駅南口・龍王団地線
経路
イオン岡垣ショッピングセンター - 山田 - 山田峠 - おんが病院 - 山田峠 - 鍋田 - レガネットマルシェ岡垣 - 鍋田溜池 - 鍋田2丁目 - 東高陽2丁目 - 東高陽1丁目 - 【下戸切 - 戸切公民館 - 上戸切集会所 - 戸切畑 - 戸切百合野 - 百合野集会所北】 - 龍王団地 - 海老津駅南3丁目 - 白谷公園入口 - 上海老津 - 海老津駅南口 - 宝 - 新海老津 - 乳垂荘 - 消防署出張所前 - 井堀公園 - サンリーアイ - 公園通り - いこいの里 - 高倉 - 熊野神社前 - 中央公民館前
※【 】内は百合野経由便のみ停車
町南部の龍王団地などを経由する。平日7.5往復、土日祝日はイオン発5本・イオン行き7本の運行。1.5往復のみ百合野（戸切地区）経由。午後の2.5往復（土日祝日1.5往復）は海老津駅南口 - 龍王団地 - イオン間、平日朝の1本は龍王団地→中央公民館前間の運行。2022年9月23日改正で予約制乗合タクシーに移行した。

### 高陽団地循環線
時計回り
海老津駅 → 海老津駅入口 → 情報プラザ人の駅 → 東部公民館 → コスモス岡垣店前  → 山田道 → レガネットマルシェ岡垣 → 鍋田溜池 → 鍋田 → 山田峠 → 【戸切入口 → 千代丸口】 → おんが病院 → 山田峠団地 → 岡垣バイパス東 → 東高陽3丁目 → 東高陽1丁目 → 東高陽2丁目 → 鍋田2丁目 → ことぶき荘 → 高陽台3丁目 → 高陽簡易郵便局前 → 南高陽第1 → 南高陽第2 → 第一公園前 → 高陽台北 → 高陽台西 → 東部公民館 → 昭和通り → 海老津駅
反時計回り
海老津駅 → 海老津駅入口 → 情報プラザ人の駅 → 東部公民館 → 高陽台西 → （この間時計回りと逆順） → おんが病院 → 【戸切入口 → 千代丸口】 → 山田峠 → 鍋田 → レガネットマルシェ岡垣 → 山田道 → コスモス岡垣店前 → 東部公民館 → 昭和通り → 海老津駅
※【 】内は千代丸口経由便のみ停車
町東部にある高陽団地内を運行する。時計回り・反時計回り各6本（土日祝日は時計回り4本・反時計回り5本）の運行。時計回りの朝の1本と、反時計回りの夕方の1本（土日祝日運休）は町東端部の遠賀町との境界付近にある千代丸口を経由する。2022年9月23日改正で岡垣循環線に移行した。

## 運賃
- 中学生以上は170円均一。小学生・障害者は90円均一。未就学児は無料。
- 回数券（大人用2000円、子供用1000円）あり。
- 定期券（一般・障害者・通学（高校生以上）・通学（中学生以下）、それぞれ1・3・6か月、通学用学期定期券）あり。

## 車両
波津線・松ヶ台循環線では27人乗りの日野・ポンチョを使用する。緑色と赤色（実際は橙色）の車が1台ずつある。それ以外の路線では13人乗りのトヨタ・ハイエースコミューター（2ナンバー車）を使用する。色は青色。
- 遠賀タクシーではコミュニティバス運行開始当初は10人乗りのトヨタ・ハイエース（3ナンバー車のジャンボタクシー）を使用していた。西部遠賀交通となってから13人乗りの2ナンバー車に置き換えられた。
- 以前運行していた西鉄バス宗像は、コミュニティバス運行開始当初は西鉄グループの他路線から転用した青色（現行の西部遠賀交通と同色）の三菱ふそう・ローザ2台を使用し、2010年4月より27人乗りの日野・ポンチョ2台に置き換えられた。緑色の車を糠塚・元松原循環線に、赤色の車を戸切循環線に使用した。このポンチョは2018年10月1日に西鉄バス宗像が撤退した際に西部遠賀交通に移管され、波津線・松ヶ台循環線で使用されるようになった。

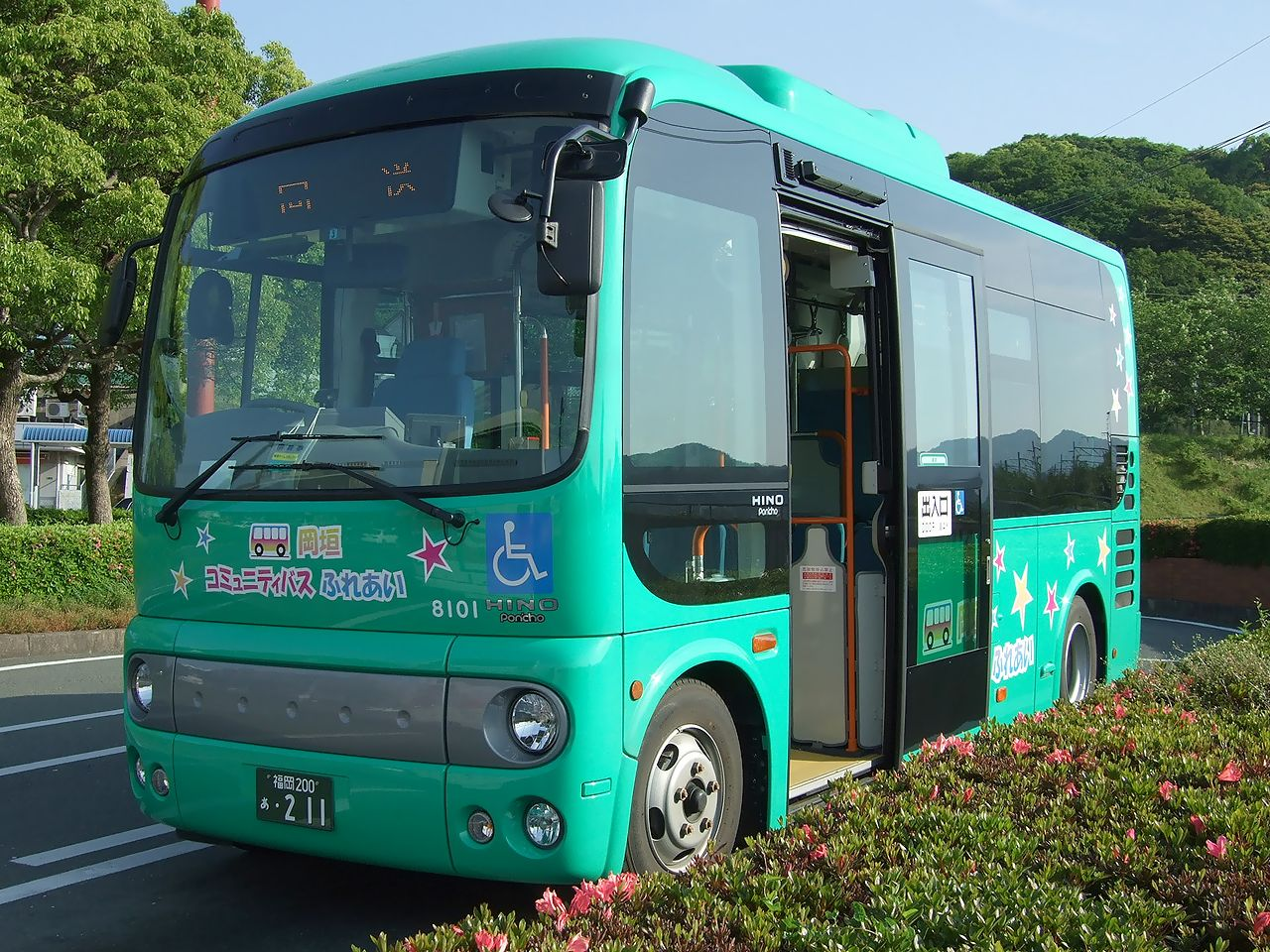
西鉄バス宗像が担当していた頃の糠塚・元松原循環線の車両
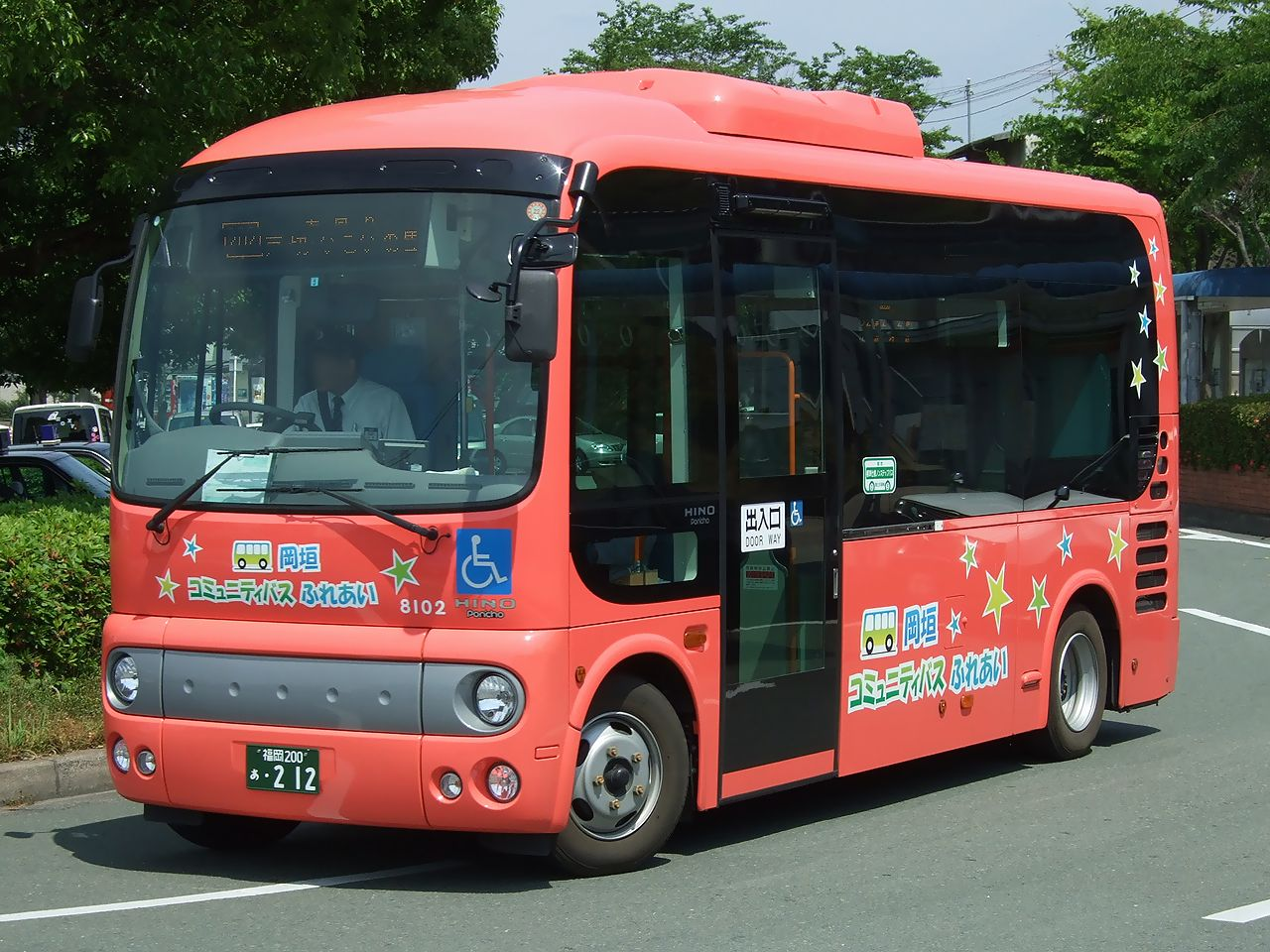
西鉄バス宗像が担当していた頃の戸切循環線の車両
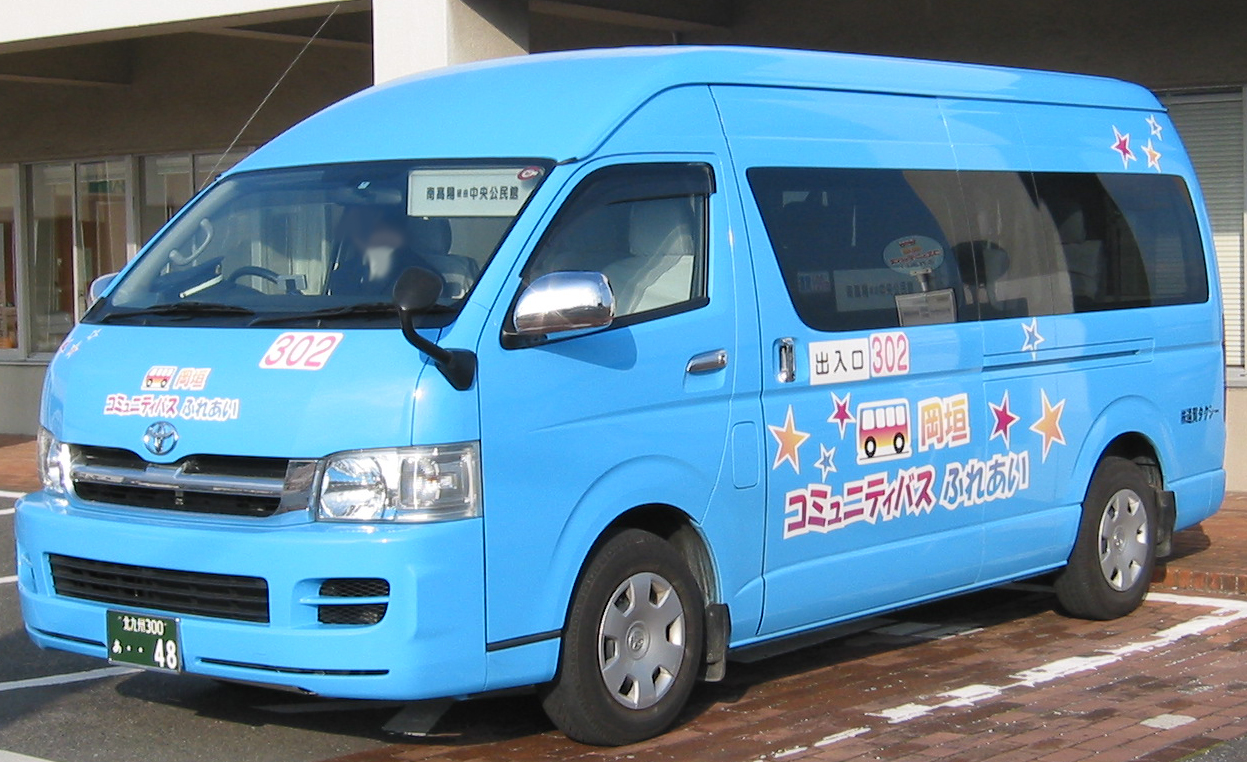
運行開始当初の遠賀タクシーの車両（2007年1月）
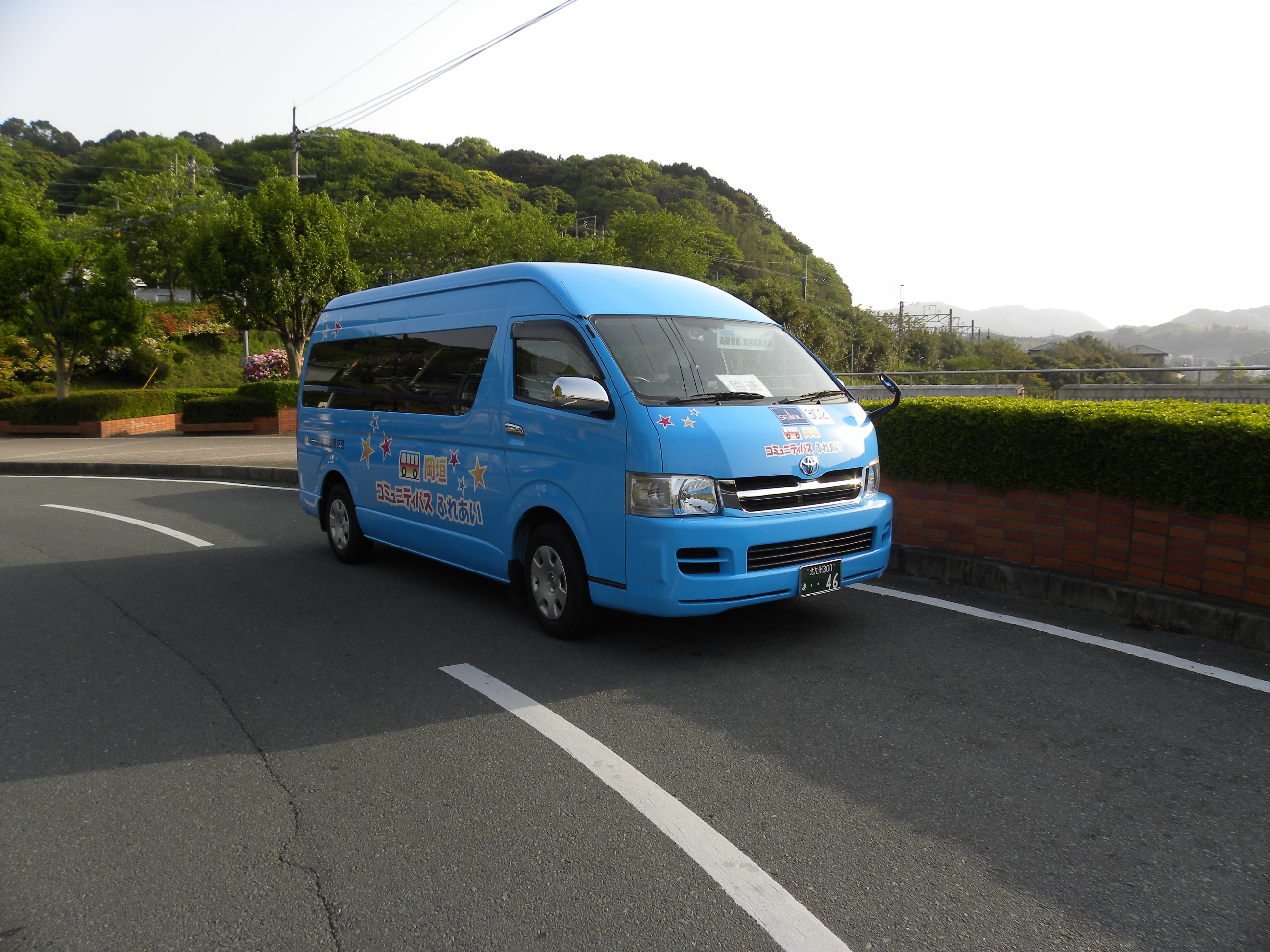
ジャンボタクシー車を使用していた頃の西部遠賀交通の車両